# Randa Abdel-Fattah
Randa Abdel-Fattah (* 6. Juni 1979 in Sydney, New South Wales) ist eine australische Autorin mit palästinensischen und ägyptischen Eltern. Ihr Debütroman „Does My Head Look Big in This?“ erschien 2005.

## Jugend und Ausbildung
Abdel-Fattah wuchs in Melbourne auf und besuchte eine katholische Grundschule und eine islamische weiterführende Schule, die sie mit einem International Baccalaureate abschloss. In der sechsten Klasse schrieb sie ihren ersten Romanversuch auf Basis von Roald Dahls Roman „Matilda“. Als Teenager schuf sie Kurzgeschichten und schrieb den ersten Entwurf von „Does My Head Look Big in This?“ im Alter von 18.
Abdel-Fattah studierte Bachelor of Arts und Bachelor of Law an der Universität Melbourne. Während dieser Zeit wirkte sie als Media Liaison Officer in der Öffentlichkeitsarbeitsabteilung des Islamic Council of Victoria (Islamischer Rat des australischen Bundesstaates Victoria). Diese Rolle gab ihr die Möglichkeit, für Zeitungen zu schreiben und Medieninstitutionen dazu zu bringen, sich mit ihrer Darstellung von Muslimen und des Islams zu beschäftigen. Abdel-Fattah war eine leidenschaftliche Streiterin für Menschenrechte. Sie nahm an der australischen Bundeswahl von 1998 als Mitglied der kleinen australischen multikulturellen Unity Party teil. Ihr Slogan lautete: „Sag Nein zu Pauline Hanson“. Sie war außerdem sehr am interreligiösen Dialog interessiert und Mitglied verschiedener interreligiöser Netzwerke. Abdel-Fattha arbeitete ehrenamtlich in zahlreichen Menschenrechts- und Einwandererorganisationen, unter anderem dem Australian Arabic Council, dem Victorian Migrant Resource Centre, dem Islamic Women’s Welfare Council, dem Palestine Human Rights Campaign und dem Asylum Seeker Resource Centre.

## Beruf
Abdel-Fattah ist eine begehrte Medienkommentatorin zu Themen, die mit Palästina, dem Islam oder australischen Muslimen zu tun haben. Im Fernsehen war sie zu sehen in den Sendungen „Insight“ (SBS), „First Tuesday Book Club“ (Australian Broadcasting Corporation (ABC)), der Talkshow „Q & A“ (ABC), „Sunrise“ (Seven Network) und „9am with David & Kim“ (Network Ten). Sie ist regelmäßiger Gast in Schulen in ganz Australien, wo mit den Schülern über ihre Bücher und die sozialen Themen, die in ihnen behandelt werden spricht. Sie war Gast auf Literaturfestivals in Schweden (Göteborg 2007, „LitteraLund“ in Lund 2008), Malaysia  (Kuala Lumpur 2008), Brunei und dem Vereinigten Königreich.

## Persönliches
Abdel-Fattah lebt mit ihrem Ehemann und zwei Kindern in Sydney.

## Werke
- Does My Head Look Big in This? 2005
- Ten Things I Hate About Me 2006
- Where the Streets Had a Name 2008
- Noah's Law 2010
- The Friendship Matchmaker. Saqi, London 2011, ISBN 978-0-8027-3476-1 (englisch).
- The Friendship Matchmaker Goes Undercover 2012
- No Sex in the City. Saqi, London 2013, ISBN 978-0-86356-711-7 (englisch).

## Auszeichnungen
- Kathleen Mitchell Award 2008[2]